# Praya Lundberg
Nataya Lundberg (tiếng Thái: นาตยา ลุนด์เบิร์ก; RTGS: Nattaya Lunboek; sinh ngày 28 tháng 03 năm 1989), biết đến là Praya Lundberg (tiếng Thái: ไปรยา ลุนด์เบิร์ก; RTGS: Praiya Lunboek) hoặc Praya Suandokmai (tiếng Thái: ไปรยา สวนดอกไม้; RTGS: Praiya Suandokmai), nghệ danh Pu (tiếng Thái: ปู; RTGS: Pu), là diễn viên, người mẫu Thái Lan gốc Thụy Điển.

## Tiểu sử
Cô theo học trường quốc tế NIST International School tại Bangkok, và có bằng cử nhân Luật trường Đại học Oxford Brooks University (Anh).
Poo Praya Lundberg tham gia hoạt động nghệ thuật từ khá sớm, khi đó cô chỉ mới 13 tuổi và đầu quân dưới trướng nhà đài hùng mạnh CH7 với bộ phim truyền hình đầu tay Rak Dai Mai Thar Hua Jai Mai Paen. Cô còn đóng các bộ phim truyền hình như Sao Noi Nai Takjieng Leaw, Nang Sao Som Lon, Chan Ruk Tur Na and Khon La Lok. Ngoài công việc chính là một diễn viên, người mẫu top đầu Thái lan, Poo Praya Lundberg còn có hoạt động kinh doanh, đồng thời cô cùng bạn trai Matthew Brag còn làm nhà sản xuất cho bộ phim kinh dị sản xuất ở nước ngoài có tựa Lãnh địa ma.
Chẳng quá bất ngờ khi mỹ nhân sinh năm 1989 từng được lọt vào danh sách đề cử Top 100 gương mặt đẹp nhất thế giới năm 2017 của tạp chí danh tiếng TC Candler. Ngoài ra, Poo Praya còn là một trong những sao nữ giàu nhất Tbiz và là người mẫu hiếm hoi của Thái Lan có phim hợp tác với các nhà sản xuất Hollywood. Cô còn xuất hiện các tạp chí lên trang bìa thời trang lớn như: Vogue, Cosmopolitan, Harper's Bazaar, L'Officiel and Grazia. Cô còn là đại sứ thương hiệu của Lux vàMistine Cosmetics  và đại sứ cho Under Armour và Swarovski  In 2015 Praya kinh doanh Nola's Health. Cùng năm, cô thành lập mỹ phẩm Angel Kiss.
Cô còn hoạt động về Cao ủy Liên Hợp Quốc về người tị nạn (UNHCR), Praya trở thành đại sứ Đông Nam Á đầu tiên Đại sứ thiện chí của UNHCR năm 2017.  Cô còn yêu thích thể thao và là diễn viên nữ đầu tiên tham gia cuộc chạy Marathon Bangkok 2015.

## Đời tư
Vào ngày 04 tháng 4 năm 2019, Matthew Brag, bạn trai của cô, đã cầu hôn tại Công viên Yoyogi ở Nhật Bản sau khi họ hẹn hò được hơn 3 năm. Nữ diễn viên cho biết cô hoàn toàn không biết gì về kế hoạch cầu hôn của bạn trai Matthew. Tuy nhiên, đầu năm 2020, cô xác nhận chia tay chồng sắp cưới của cô được 5 tháng, thông báo hủy hôn trả lại nhẫn cưới.

## Các bộ phim đã từng tham gia

### Phim truyền hình
| Năm  | Phim                               | Vai                    | Đóng với                                  | Đài    |
| ---- | ---------------------------------- | ---------------------- | ----------------------------------------- | ------ |
| 2004 | Rak Dai Mai Thar Hua Jai Mai Paen  | Kai                    | Rapeepat Eakpankul                        | CH7    |
| 2004 | Sao Noi Nai Takieng Keaw           | Honey                  | Tawan Jarujinda                           | CH7    |
| 2005 | Nang Sao Son Lon                   | สราสินี (ส้ม)             | Veraparb Suparbpaiboon                    | CH7    |
| 2005 | 99 Day Chan Ruk Thou               | เภตราญ์ (เปรี้ยว)         | Tawan Jarujinda                           | CH7    |
| 2006 | Yak Ja Rak Dew Jad Hai             | เอมใจ (เอม)            | Asanai Tientong                           | CH7    |
| 2006 | Sai Nam Sam Chee Wit               | Taeo (young)           | Tawin Yavapolkul                          | CH7    |
| 2007 | Ngeun Rissaya                      | สุชาวดี (ชาลี)            | Nattawut Skidjai                          | CH7    |
| 2008 | Bpom Ruk Roy Adeed                 | Nok Yoong              | Tawin Yavapolkul & Usamanee Vaithayanon   | CH7    |
| 2008 | Kehas Saeng Jun                    | Intupa                 | Sornram Teppitak                          | CH7    |
| 2009 | Dok Bua Khao                       | Oranoot "Noot" Thathep | Wongsakorn Poramathakorn                  | CH7    |
| 2010 | Jao Sao Rim Thang                  | Rasa                   | Santi Visaboonchai                        | CH7    |
| 2012 | Chan Ruk Thur Na                   | Napdao / Ayuki         | Santi Visaboonchai & Chuerchart Wongsawat | CH7    |
| 2013 | Khun Chai Leang Moo Khun Leang Kea | Paipaya / "Pai"        | Siwat Chotchaicharin                      | CH7    |
| 2014 | Sa Phay Hua Daeng                  | อีริน่า นิคาลาเยฟน่า        | Thanapon Nimtaisuk                        | CH7    |
| 2014 | Phair Pha Ya Korn                  | พิณชนิดา                 | Thana Suttikamul                          | CH7    |
| 2015 | Doung Sawan Saab                   | Dawan                  | Akkaphan Namart                           | CH7    |
| 2015 | Khon Ra Lonk                       | Kolmekkala "Moth"      | Siwat Chotchaicharin                      | CH7    |
| 2018 | Bangkok Naruemit                   | Malaiwan / "Wan"       | Arak Amornsupasiri                        | OneHD  |
| 2019 | Strange Girl in a Strange Land     | Praiya / "Poo"         |                                           | LineTV |
|      | The Golden Necklace                |                        |                                           | OneHD  |

### Phim điện ảnh
| Năm  | Phim               | Vai    | Đóng với                             |
| ---- | ------------------ | ------ | ------------------------------------ |
| 2006 | Ma Kub Phra        | Tangmo | Amarin Nitipon, Leesuwan Watcharabul |
| 2009 | Bangkok Adrenaline | Irene  | Daniel O'Neill                       |
| 2017 | Realms             | Winny  | Pichaya Nitipaisalkul                |
|      | Paradise City      |        | Bruce Willis & John Travolta         |

## Giải thưởng
| Năm  | Giải                              | Hạng mục          |
| ---- | --------------------------------- | ----------------- |
| 2012 | FHM 100 Sexiest Women in Thailand | 100 Sexiest Women |
| 2013 | FHM 100 Sexiest Women in Thailand | 100 Sexiest women |
| 2013 | Siam Dara Star Award              | Sexy Star         |
| 2013 | Star Party TV Pool Award          | Sexy Star         |
| 2013 | Zen Stylish Awards                |                   |
| 2013 | Chosaard Awards                   | Best Actress      |
| 2013 | Genesha Awards                    |                   |
| 2013 | Star's Light Awards               | Sexy Star         |
| 2014 | FHM 100 Sexiest Women in Thailand | 100 Sexiest Women |
| 2014 | Star's Light Awards               | Sexy Star         |
| 2015 | Star's Light Awards               | Sexy Star         |
| 2015 | Hamberger Awards                  | Life goes strong  |
| 2017 | GQ Thailand                       | Woman of the Year |

## Đại sứ thương hiệu
| Năm         | Thương hiệu                                    |
| ----------- | ---------------------------------------------- |
| 2005        | YAMAHA Spark 135                               |
| 2005        | "Lux" Body Scrub                               |
| 2005        | Mistine Prolong Bigeye Mascara                 |
| 2008        | Mistine Prolong Black Shine Waterproof Mascara |
| 2010        | Mistine Number One Diva 5445                   |
| 2014        | Mistine Vanity HD                              |
| 2014        | Mistine Lady Care Extra Gentle                 |
| 2014        | Mistine Le Jardin Super Filler Powder          |
| 2014        | Perfect Slim Presenter                         |
| 2014        | Mistine Vanity Long Lasting Super Powder       |
| 2014 - 2015 | B'me Bra by Wacoal                             |
| 2014        | Charles & Keith Presenter                      |
| 2014 - 2015 | Misty Mynx Presenter                           |
| 2015        | Angel Kiss Perfume                             |
| 2015        | Mistine Super Black Hawk Eye Multi Liner       |
| 2015        | Snail White Syn- Ake Mist                      |
| 2015        | L'oreal Professional 14th anniversary          |
| 2015        | Angle PhytoSC+                                 |
| 2015        | Dutch Mill 4 In 1                              |
| 2016        | Mistine Pro Long Big Eye Mascara               |
| 2016        | Under Armour Ambassador                        |
| 2016        | Iddna Clinic Presenter                         |
| 2016        | NUUI SLM Food supplement                       |
| 2016        | Swarovski Brand Ambassador                     |
| 2016        | Dutch Mill Life Plus                           |
| 2016        | TRESemmé Brand Ambassador                      |